# Claude Steele
 (mai 2013).
Claude Steele, né le 1er janvier 1946 à Chicago, est un psychologue social américain et est actuellement « I. James Quillen Dean » et professeur émérite à l'université Stanford. Il est surtout connu pour son travail sur la menace du stéréotype et son application sur la performance académique des minorités.

## Publications
- (en) C. M. Steele, « A threat in the air : How stereotypes shape intellectual identity and performance », American psychologist, vol. 52, no 6,‎ 1997, p. 613.